# 헬레나 베리스트룀
헬레나 크리스티나 베리스트룀 누틀레위(스웨덴어: Helena Kristina Bergström Nutley, 1964년 2월 5일 ~ )은 스웨덴의 배우, 영화 감독이다. 제29회 굴드바게상 여우주연상 수상자이다.

## 출연 작품
- 크리스마스 이즈 커밍 아웃 (2015)
- 메디신 (2014)
- 줄리 (2013)
- 썸웨어 엘스 (2011)
- 하트브레이크 호텔 (2006)
- 데드라인 (2001)
- 스틸 크레이지 (1998)
- 언더 더 선 (1998)
- 헌터 (1996)
- 페리스 휠 (1993)
- 고모론 (1992)
- 블랙 잭 (1990)
- 지붕 위의 여자 (1989)